# Red Sparowes
Red Sparowes – amerykański instrumentalny zespół post-rockowy. Założony przez grupę osób na co dzień związanych z innymi zespołami (m.in. Isis, Neurosis, Pleasure Forever), początkowo mających zamiar jedynie wspólnego grania bez zobowiązań. Charakterystyczną cechą zespołu są bardzo długie tytuły utworów.

## Skład

### 2003-2004
- Bryant Clifford Meyer (Isis) - gitara elektryczna
- Josh Graham (Neurosis / Battle of Mice) - gitara elektryczna
- Jeff Caxide (Isis)  - gitara basowa / gitara elektryczna
- Greg Burns (Halifax Pier) - gitara basowa / elektryczna gitara hawajska
- Dana Berkowitz (The Cignal) - perkusja

### 2004-obecnie
- Bryant Clifford Meyer (Isis) - gitara elektryczna
- Greg Burns (Halifax Pier) - gitara basowa / elektryczna gitara hawajska
- Andy Arahood (Angel Hair) - gitara basowa / gitara elektryczna
- David Clifford (Pleasure Forever) - perkusja
- Emma Ruth Rundle - gitara elektryczna

## Dyskografia

### LP
- 2005 - At the Soundless Dawn
- 2006 - Every Red Heart Shines Toward the Red Sun
- 2010 - The Fear Is Excruciating, But Therein Lies the Answer

### EP
- 2004 - Red Sparowes (demo)
- 2008 - Aphorisms

### Splity
- 2005 - Niezatytułowany split z Gregor Samsa
- 2006 - Triad split z Battle of Mice oraz Made Out of Babies